# Taipo FC
Taipo Football Club é um clube de futebol de Hong Kong, fundado em 2002 e joga atualmentee na Liga da Primeira Divisão de Hong Kong. O clube é baseado no conselho distrital de TAI Po. O clube atualmente joga a Premier League, equivalente a Primeira Divisão.

## História
O clube iniciou sua participação no futebol na Liga da Terceira Divisão de Hong Kong na temporada 2002-03. Foi promovido à segunda divisão na sua segunda temporada. Na temporada 2005-06, foram promovidos à 1ª divisão após serem vice-campeões, perdendo o título para o HKFC. 

## Títulos
- Liga da Primeira Divisão de Hong Kong: 2018-19, 2024-25